# قسم بهمنشير الشمالي الريفي
قسم بهمنشير الشمالي الريفي هي قسم تقع في إيران في Central District of Abadan County. يقدر عدد سكانها بـ 4,017 نسمة .